# 鷲羽山遺跡
座標: 北緯34度26分04秒 東経133度48分50秒 / 北緯34.434500度 東経133.813833度

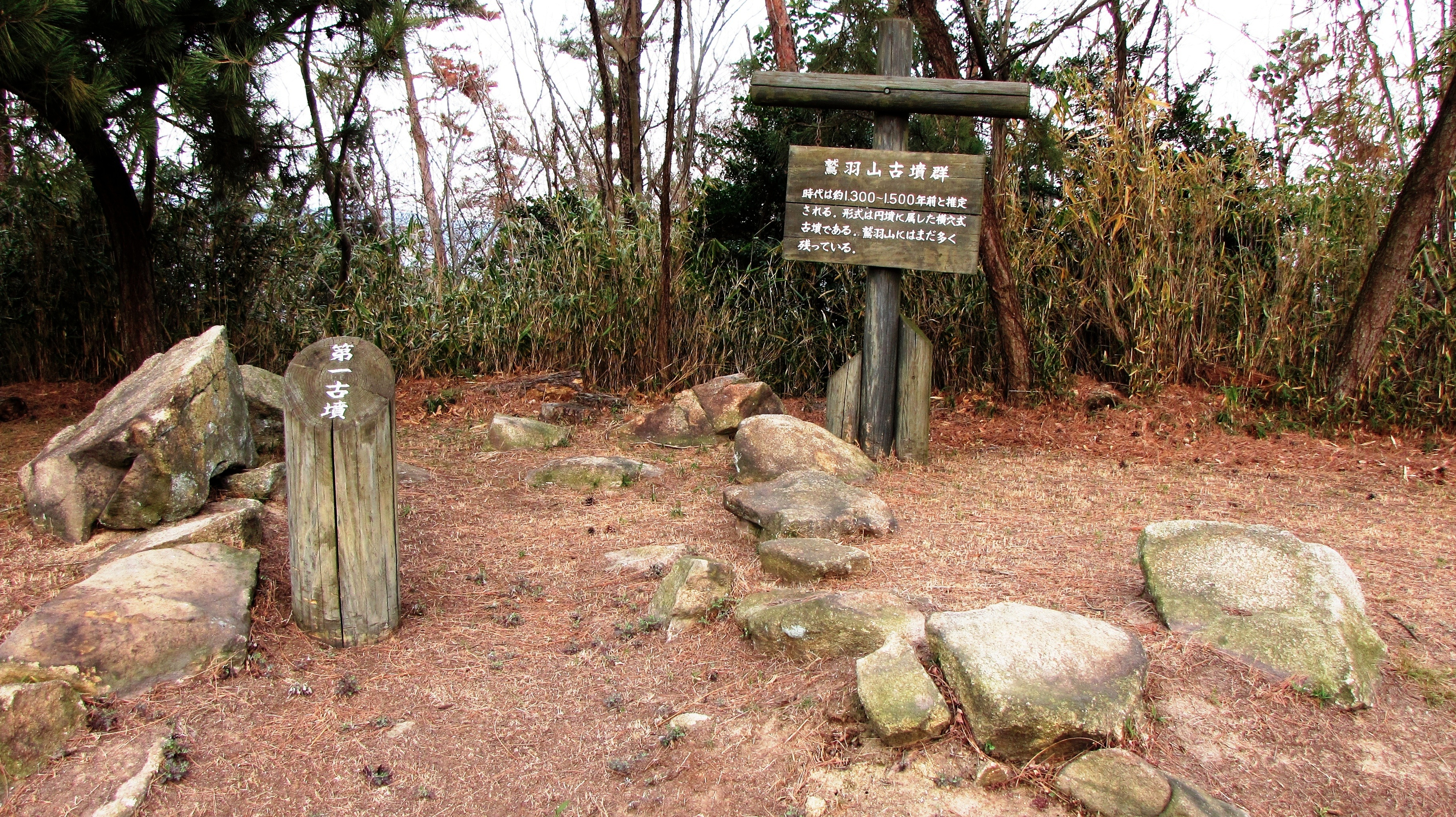
鷲羽山古墳群 第一古墳

鷲羽山遺跡（わしゅうざんいせき）は、岡山県倉敷市大畠の鷲羽山にある、旧石器時代の遺跡。

## 概要
鷲羽山の久須美鼻（くすみのはな）と呼ばれる場所にある。西日本で最初に発見された旧石器時代の遺跡で、旧石器時代研究の基準的な遺跡の役目を果たしている。鷲羽山は四国側へ海に長く突き出しているため、侵食が激しく、花崗岩が露出しており、石器はこれらの花崗岩が風化した土層の中から発見された。1949年（昭和24年）の岩宿遺跡発見を契機として全国で資料の検討が行われる中、鷲羽山では倉敷考古館を中心として、1951年（昭和26年）頃から資料の検討が行われた。その後、1954年（昭和29年）から本格的な発掘が開始された。第一層は二次的に堆積した、約30cmの表土層であった。

### 出土品
- 縦長剥片
- 石槍
- 細石刃核
- 細石刃
- ナイフ形石器
- 小型ナイフ形石器
- 尖頭器
- 彫器

出土した石器には、香川県のサヌカイトという石が使われていた。サヌカイトは硬く、鋭く割れるため石器の材料に適していた。当時の瀬戸内海は現在より海水面が100m以上も低い上、大きさも湖程度であったと考えられており、香川県とは陸続きで、歩いて行き来してサヌカイトを手に入れたと考えられている。

## アクセス
- 最寄駅は、JR本四備讃線（瀬戸大橋線）児島駅。
- 下津井電鉄バス「ユースホテル前」バス停下車すぐ。
- 瀬戸中央自動車道児島ICから車で約10分。